# HD 217107
HD 217107は、うお座の方角に地球から約65光年の距離にある黄色準巨星である。質量は太陽質量とほぼ同じであるが、かなり古い。2つの惑星を持つことが知られており、1つは恒星に極端に近い軌道を7日間の周期、もう1つはもっと遠い距離を約8年間の周期で公転している。

## 特徴
| 太陽 | HD 217107 |
| ---- | --------- |
| 太陽 | Exoplanet |

HD 217107はかなり太陽に近く、ヒッパルコスによる観測では、視差は50.71ミリ秒であり、これは65光年に相当する。視等級は6.17で、良い条件下で、辛うじて裸眼で見える程度である。
天体分光学による観測はスペクトル型G7またはG8を示し、これは約5,000Kとなる。質量は太陽とほぼ同じと考えられるが、46億歳の太陽よりもかなり古い77億歳であり、核融合反応により核にある水素をほぼ使い果たして主系列星から進化しはじめる段階であると推定されている。

## 惑星系
HD 217107の視線速度の研究は1998年に行われ、視線方向の速度が7.1日間周期で変化していることが明らかとなった。周期と変化の幅は、下限質量が木星質量よりも若干重い惑星が周囲を公転していることを示していた。この惑星は、HD 217107 bと名付けられた。
軌道周期が10日間より短いほとんどの惑星はほぼ円形の軌道であるが、HD 217107 bは若干扁平な軌道を持っており、発見者は、これは数天文単位の軌道を公転する2番目の惑星の重力の影響であると仮説を立てた。2005年に2番目の惑星が発見され、恒星の視線速度の長期間の観測により、半径4.3天文単位の非常に扁平な軌道を持つ最低で木星質量の2倍の惑星による約8年間の周期を明らかにした。この2番目の惑星は、HD 217107 cと名付けられた。
| 名称 （恒星に近い順） | 質量            | 軌道長半径 （天文単位） | 公転周期 (日)       | 軌道離心率      | 軌道傾斜角 | 半径 |
| --------------------- | --------------- | ----------------------- | ------------------- | --------------- | ---------- | ---- |
| b                     | ≥1.39 ± 0.11 MJ | 0.0748 ± 0.0043         | 7.126816 ± 0.000039 | 0.1267 ± 0.0052 | —          | —    |
| c                     | ≥2.60 ± 0.15 MJ | 4.32 ± 0.38             | 4270 ± 220          | 0.517 ± 0.033   | —          | —    |